# إبزيم حزام
إبزيم الحزام (بالإنجليزية: Belt buckle)‏ هو إبزيم أو مشبك يقوم بربط نهايات اثنين من الأطراف مع بعضهم البعض كما هو الحال في الطوق أو الحزام. دخلت هذه الكلمة إلى اللغة الإنجليزية الوسطى عبر اللغة الفرنسية القديمة.

## الأنواع
يعود أصل إبزيم الحزام إلى بداية العصر الحديدي، ويضم عدة أنواع:
- إبزيم مؤطر.
- إبزيم مسطح.
- إبزيم مسطح كصندوق.

## معرض صور

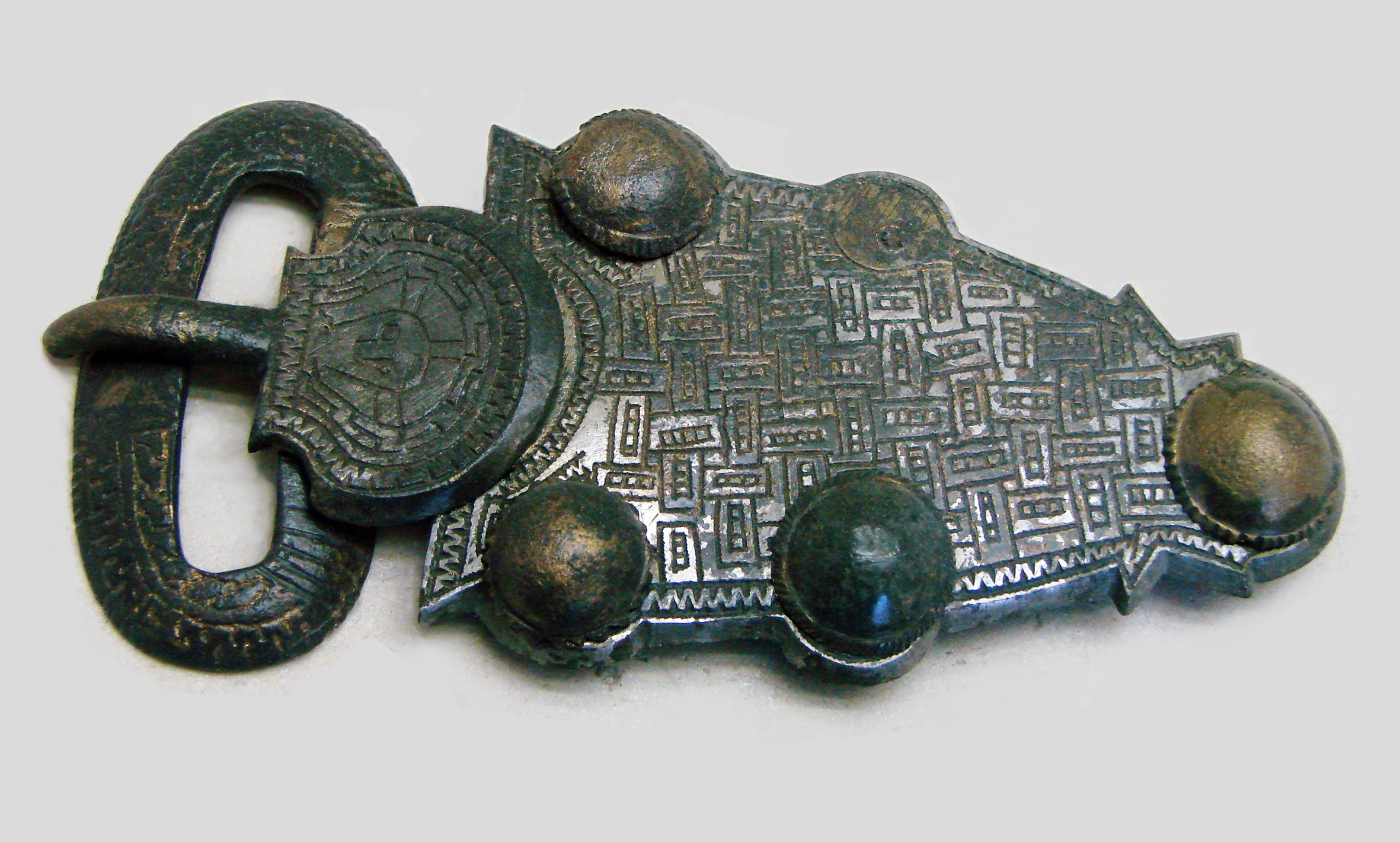
إبزيم حزام يعود إلى القرن السابع الميلادي من فرنسا.
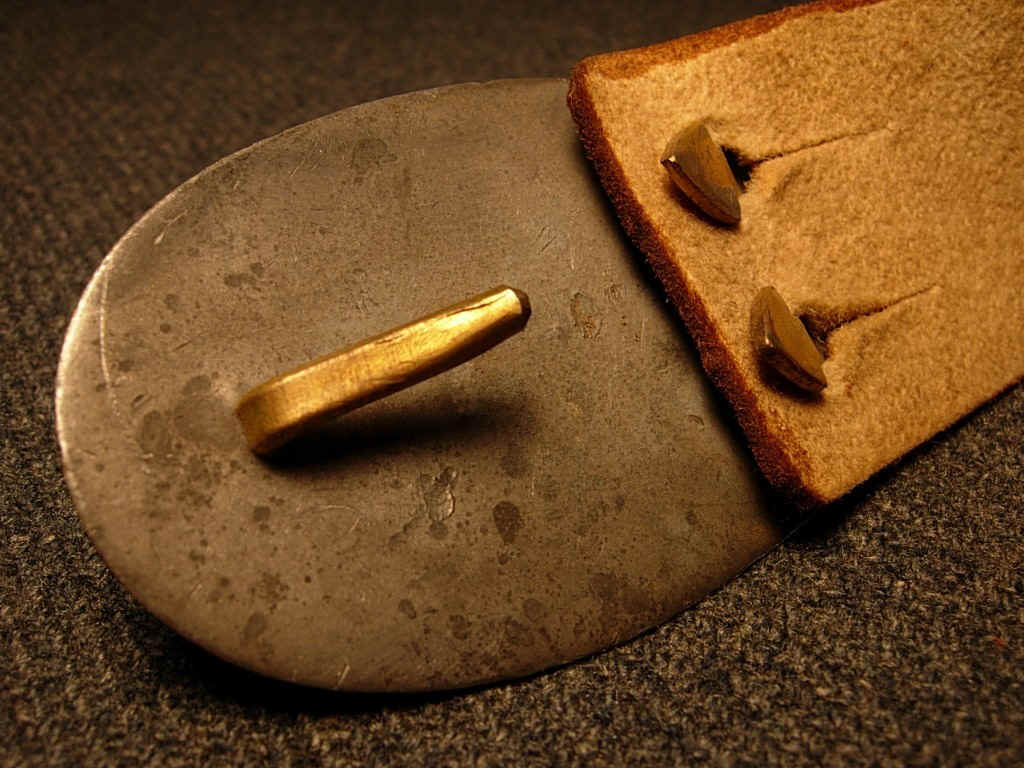
الجهة الخلفية من إبزيم الحزام الأصلي الذي كان يرتدى في الحرب الأهلية في الولايات المتحدة.
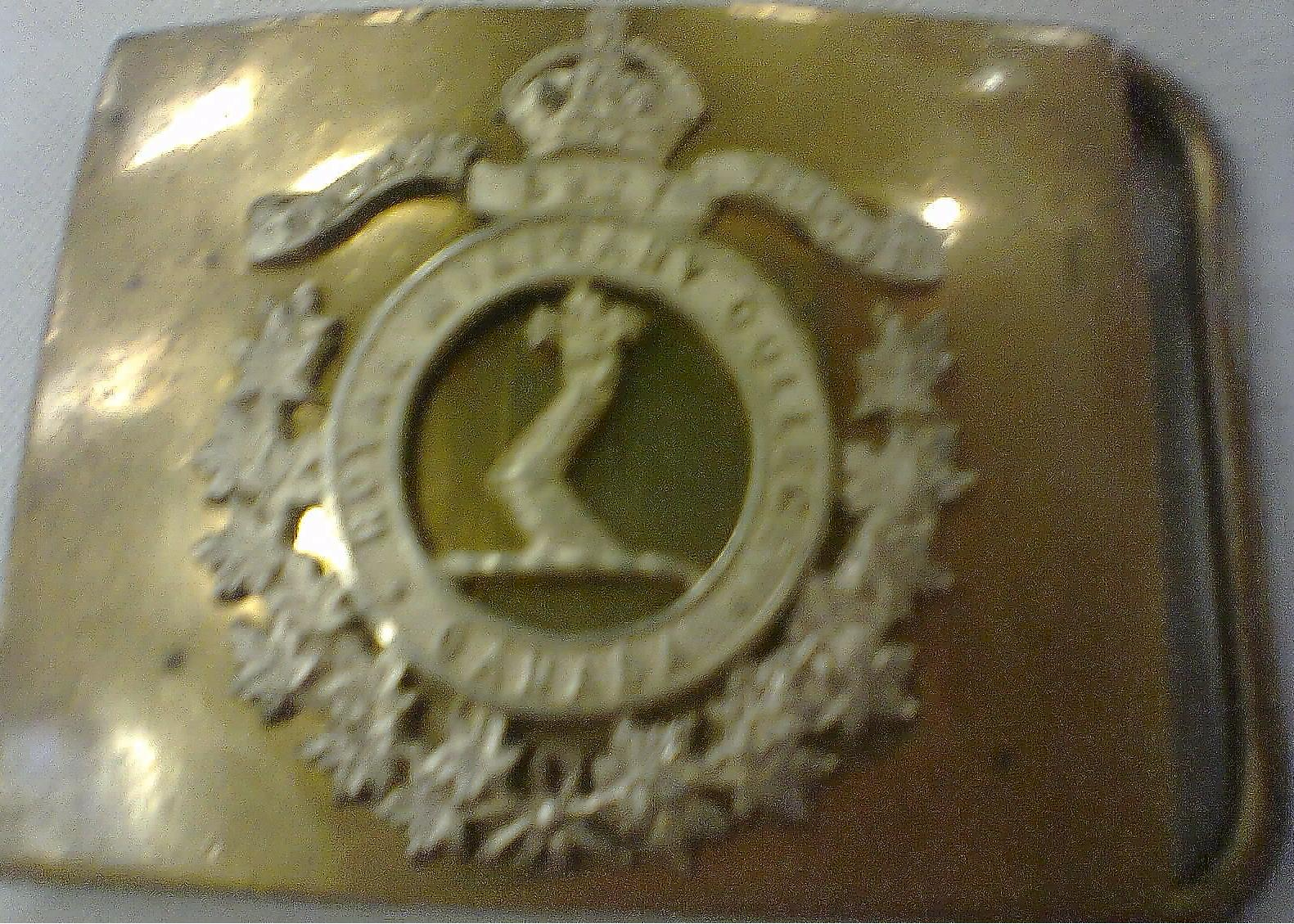
قبل العام 1914، إبزيم حزام الكلية الملكية العسكرية في كندا، الوسام يمكن إزالته واستخدامه كدبوس بشكل منفصل.
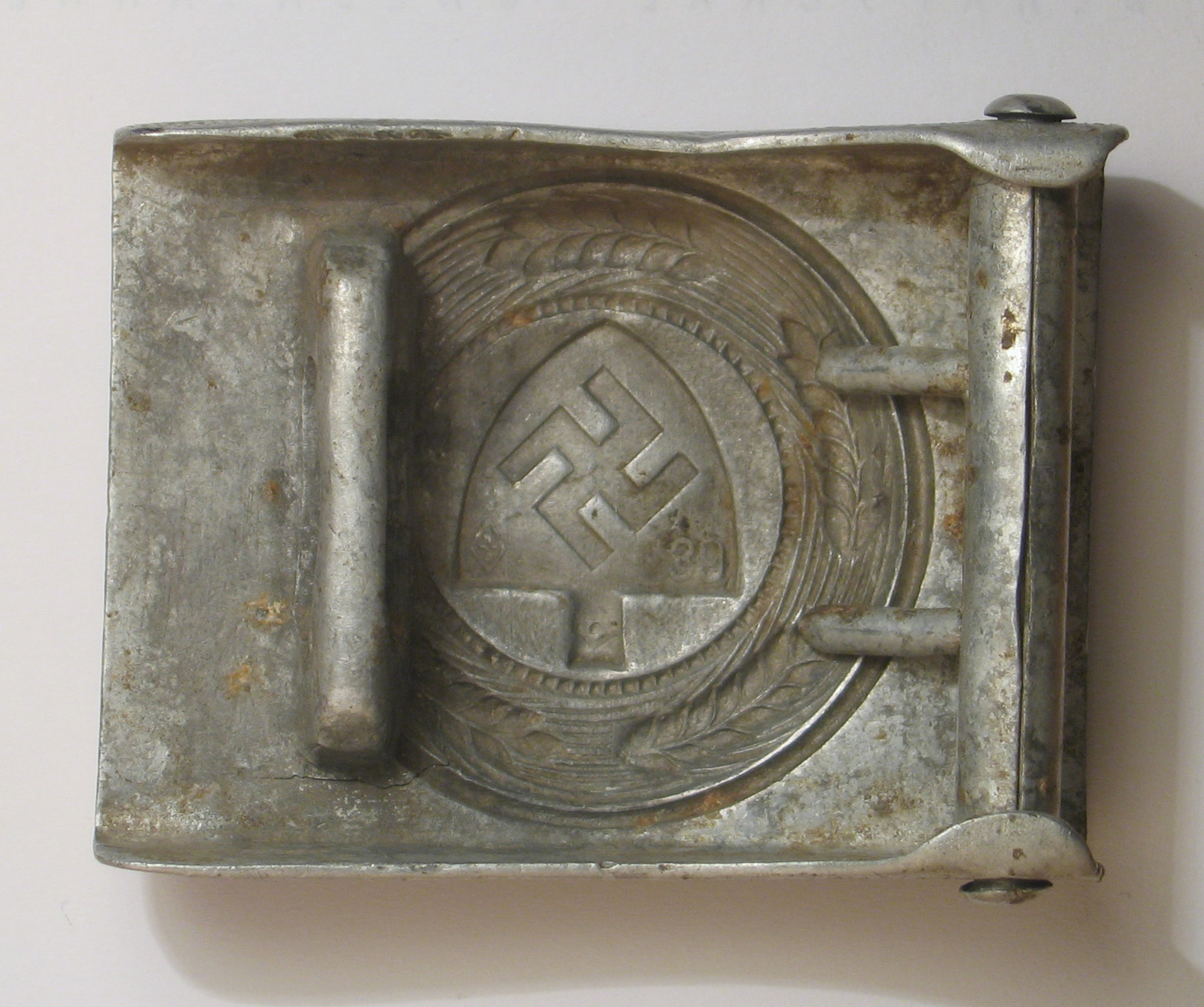
الجهة الخلفية من إبزيم حزام الزي الرسمي للعمال الألمان في الحرب العالمية الثانية.
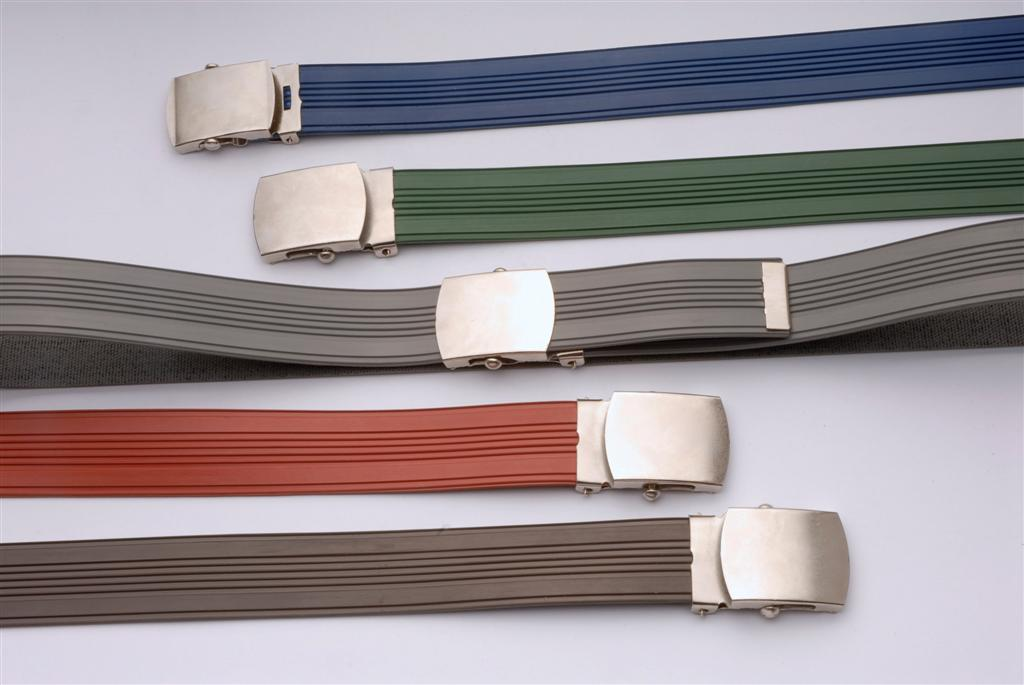
إبزيم حزام من نوع الصندوق المؤطر.
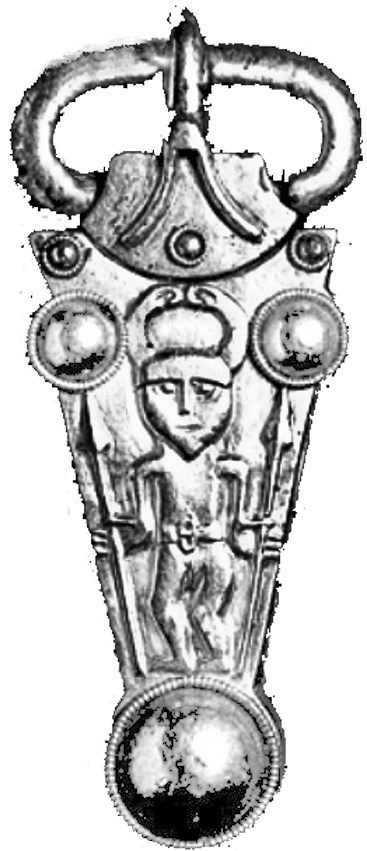
إبزيم حزام يعود إلى القرن السابع للميلاد يظهر رجلاً عارياً.

## روابط خارجية
- Roman Military Equipment: Cingulum and Balteus Retrieved 2010-07-17.
- Gold belt buckle from the ship-burial at Sutton Hoo, British Museum, Retrieved 2010-07-03.
- Belt buckle, Xiongnu type, 3rd–2nd century B.C. Heilbrunn Timeline of Art History, The Metropolitan Museum of Art. Retrieved 2010-07-03.
- Michael J. O'Donnell and James Duncan Campbell. American Military Belt Plates, Third Edition. Alexanderia VA: O'Donnell Publications, 2010. ISBN 978-0-9670731-2-5.
- Chris Marshall. "Buckles Through the Ages", 2002. Retrieved 2010-07-20.